# CCL22
CCL22 (ang C-C motif chemokine 22) – białko z grupy chemokin CC kodowane u człowieka przez gen CCL22.
CCL22 wydzielana jest przez komórki dendrytyczne i makrofagi. Przekazuje efekt na komórki docelowe poprzez interakcję z receptorem chemokinowym CCR4 na powierzchni tych komórek. Gen kodujący CCL22 leży na chromosomie 16, w klasterze razem z innymi genami kodującymi cytokiny CX3CL1 i CCL17.